# Hamacantha simplex
Hamacantha simplex är en svampdjursart som beskrevs av Burton 1959. Hamacantha simplex ingår i släktet Hamacantha och familjen Hamacanthidae.
Artens utbredningsområde är Maldiverna. Inga underarter finns listade i Catalogue of Life.